# 清水洋 (海軍軍人)
清水 洋（しみず ひろし、1904年（明治37年）12月 - 1944年（昭和19年）8月2日）は、日本の海軍軍人（海兵52期、海大36期）。太平洋戦争において決戦兵力として期待された第一航空艦隊の搭乗員養成に軍政面から携わり、同艦隊の先任参謀として戦死した。戦死による一階級昇進で最終階級は海軍大佐。

## 生涯
栃木県出身。海軍兵学校52期を236名中21番で卒業。 源田實、淵田美津雄、内藤雄、小田切政徳らが同期生である。清水と小田切は米沢ゆかりの人物でともに米沢海軍武官会会員である。海軍中尉時代に志願により霞ヶ浦海軍航空隊飛行学生となり、同課程と海軍練習航空隊高等科学生を卒業し搭乗員となる。航空専攻士官としては、霞ヶ浦海軍航空隊教官や戦艦「霧島」飛行長などをつとめている。1936年（昭和11年）12月、海軍少佐へ進級し、海軍大学校甲種36期に進んだ。内藤、淵田、中山定義らが同期である。在校中に盧溝橋事件が勃発し、清水は中国南部で作戦行動に従事した。日中戦争における清水の配置は支那方面艦隊、第五艦隊の各司令部附である。1939年（昭和14年）12月には第二艦隊航空参謀に転じ、古賀峯一司令長官を補佐した。太平洋戦争開戦前の1941年（昭和16年）9月、海軍航空本部教育部員兼海軍省教育局員に転じる。海軍搭乗員の養成にあたる航空本部教育部員が教育局員を兼任するのは、航空本部教育部が軍政を担当する海軍省の統制下にある必要があったためである。航空本部長は片桐英吉で、清水にとって同郷の先輩であった。翌月、海軍中佐へ進級。
太平洋戦争は航空機が主兵器となり、日本海軍は連戦のうちに大量の搭乗員を失い、戦局は悪化の一途をたどる。軍令部航空主務参謀であった源田實は戦局挽回のため、有力な基地機動航空兵力の整備を図る。源田の方針は、指揮官に歴戦有能な士官（江草隆繁、千早猛彦など）を充て、搭乗員は練習航空隊課程修了直後の新人で構成するとういもので、1600機をもって艦隊を構成し、それを2個艦隊用意するというものであった。この部隊が再建された第一航空艦隊であり、訓練に万全を期すため大本営直轄部隊として養成された。搭乗員、機材、訓練期間が不足するなか、清水は海軍中央でこの第一航空艦隊の搭乗員養成にあたったのである。
1944年（昭和19年）2月のトラック島空襲などにより戦局は逼迫し、第一航空艦隊は現地進出を迫られ連合艦隊に編入となる。航空機は予定の3分の1程度である530機にすぎなかった。同艦隊の首脳は司令長官角田覚治、参謀長三和義勇、作戦参謀淵田美津雄で構成され、内南洋洋面の所在航空部隊をも隷下とした。しかし2月の現地進出直後にマリアナ諸島空襲などで大損害を受ける。清水は同年4月15日に第一航空艦隊先任参謀に発令された（淵田は4月30日をもって連合艦隊航空甲参謀へ転出）。日本海軍は連合国との決戦に備えあ号作戦を準備したが、連合国の主進攻方面を特定できずにいた。5月27日に連合国がビアク島へ上陸したのに伴い、ビアク島の戦いへの航空兵力投入が決定され、第一航空艦隊は約半数を西カロリンや西部ニューギニア島の基地に展開した。しかし現地基地の整備不良、搭乗員の技量低下や現地病への罹患などで戦力を失っていった。テニアン島に所在していた第一航空艦隊首脳はメレヨンへの移動を予定していたが、6月11日の空襲で輸送機を失い移動手段を失った。そうした中、6月19日に連合国との間でマリアナ沖海戦が生起し日本海軍は敗北を喫する。第一航空艦隊はこの決戦のために準備された部隊であったが、戦力低下のまま海戦に参加しほとんど戦果を挙げ得ぬまま壊滅状態となった。7月9日にはサイパン島が陥落、7月24日にはテニアン島に連合国軍の上陸を迎え、第一航空艦隊は地上戦を戦い壊滅した（テニアンの戦い）。連合艦隊は、第一航空艦隊首脳や残存搭乗員の潜水艦による救出を図ったが失敗している。艦隊司令部関係者は全滅しているため、艦隊首脳の最期の様子は不明であるが、参謀は自決したものと推測されている。